# Kaituozhe
Kaituozhe è una famiglia di razzi vettore cinesi a propellente solido, sviluppata all'inizio degli anni duemila a partire dal missile balistico intercontinentale DF-31.

## Versioni

### Kaituozhe-1
Il Kaituozhe-1 (KT-1) è un razzo a tre stadi, dove i primi due stadi derivano dal primo e secondo stadio del missile DF-31, mentre il terzo stadio è completamente nuovo. È disponibile inoltre un quarto stadio opzionale. Il razzo è stato concepito nel 2000 come lanciatore leggero, in grado di portare in orbita terrestre bassa un carico utile di 100 Kg. Il primo lancio è stato effettuato dal Centro spaziale di Taiyuan il 15 settembre 2002, ma è stato un fallimento per un guasto al secondo stadio. Il secondo lancio è stato effettuato dopo un anno, il 16 settembre 2003, ma è fallito per un malfunzionamento del quarto stadio. È stato riportato un terzo lancio effettuato il 9 giugno 2005 che sarebbe fallito per la mancata entrata in orbita del satellite, ma questo lancio non è stato ufficialmente confermato. Il razzo è stato comunque ritirato, per concentrarsi sullo sviluppo di una nuova versione.

### Kaituozhe-2
Il Kaituozhe-2 (KT-2) è un razzo a tre stadi, costituito dai primi due stadi del Kaituozhe-1 montati su un primo stadio di nuova concezione, più potente e di maggiore diametro. Questa versione è in grado di portare in orbita terrestre bassa un carico utile di 800 Kg. Il Kaituozhe-2 è stato lanciato per la prima volta il 2 marzo 2017 dal Centro spaziale di Jiuquan: il lancio ha avuto successo e ha collocato in orbita il satellite Tiankun-1.

### Kaituozhe-2A
Il Kaituozhe-2A (KT-2A) è una versione in corso di sviluppo e consiste in un razzo a tre stadi con due razzi ausiliari montati a fianco del primo stadio. Il primo stadio del KT-2A deriva da quello del Kaituozhe-2, mentre il secondo e il terzo stadio sono più grandi e più potenti; i razzi ausiliari derivano invece dal primo stadio del Kaituozhe-1. Questa versione è in grado di portare in orbita terrestre bassa un carico utile di 2.000 Kg.